# Тера Роса (Лече)
Тера Роса (итал. Terra Rossa) је насеље у Италији у округу Лече, региону Апулија.
Према процени из 2011. у насељу је живело 47 становника. Насеље се налази на надморској висини од 55 м.